# Gjuzdek
Gjuzdek (azerski: Güzdǝk) je naseljeno mjesto u Apšeronskom rajonu, Azerbajdžan.